# Teatro Verdi (Casciana Terme)
Il Teatro Verdi è un teatro situato a Casciana Terme. È stato inaugurato il 22 giugno 1913. Chiuso al pubblico negli anni '80, è stato rinaugurato nel 2012 dopo un lungo restauro mirato alla riqualificazione della struttura.
Oltre alla platea, contornata da graziosi colonnini, il teatro è dotato di una galleria e alcuni spazi attigui alla sala grande, solitamente utilizzati per le manifestazioni collaterali agli spettacoli. 
Dal retro palco si accede agli ambienti di servizio e ai camerini, disposti su due livelli. Un grande lampadario avveniristico, alcune greche e motivi disegnati a mano, tra cui due maschere e un orologio, completano gli ornamenti della sala. 
Dopo pochi anni dall'inaugurazione il teatro venne dotato anche di un ristorante interno alla struttura, che poi fu convertito in bar.
Nel Teatro vengono effettuati periodicamente spettacoli di prosa, opera, concerti di musica classica e leggera, concorsi, manifestazioni culturali e convegni. In passato è stato molto utilizzato come cinema ed ha avuto una intensa programmazione specie nel periodo estivo, momento di maggior affluenza di pubblico.
Si sono esibiti presso il Teatro Verdi importanti artisti come: Erminio Macario, Nino Taranto, Lara Saint Paul, Tino Scotti, Corrado, Mike Bongiorno, il Mago Zurlì, Don Backy, Donatella Rettore e più recentemente Fanny Cadeo, Eva Robins, Andrea Buscemi, Debora Caprioglio, il Maestro Alberto Veronesi, il tenore Luca Canonici, Anna Mazzamauro e molti altri.
La gestione del teatro, a seguito di un bando pubblico, è stata affidata all'Associazione Internazionale di Teatro Guascone, che ogni anno produce una stagione teatrale completa (dalla prosa alla musica classica).

## Opere liriche e concerti
Di seguito è riportato l'elenco, in ordine cronologico, degli eventi musicali principali:
- Anno 1913 - Prima Stagione Teatrale
  - 28 giugno - Commemorazione di Giuseppe Verdi - Concerto della Filarmonica Verdi e Coro di Bagni di Casciana - Dir. M° Giovanni Tafi - Sinfonia e Coro "Va pensiero" dal Nabucco, Sinfonia da Giovanna d'Arco, Fantasia su La Traviata, Coro "O Signore dal tetto natìo" dai Lombardi alla Prima Crociata
  - 5, 6, 8, 10 e 13 luglio – V. Bellini - Norma - Maria Pilar-Roche (Norma), A. Sanborn (Adalgisa), Giuseppe Cavadore (Pollione), Enea Battistelli (Oroveso)
  - 16 mercoledì e 17 giovedì – V. Bellini - La Sonnambula - stesso cast nei ruoli principali
  - (dopo il 23 luglio) - G. Donizetti - L'Elisir d'amore

- Anno 1914
  - 10 agosto - Recital del violinista David Calamai
  - 15 agosto - F.Lehar - La Vedova Allegra - Compagnia d'operetta Salvatelli Gargia
  - 13 settembre - C. Zeller - Il venditore di uccelli (der Vogelhändler) - Compagnia d'operetta Salvatelli Gargia
  - 23 settembre - Concerto del tenore Angelo Bendinelli

- Anno 1921
  - Concerto corale - Società Corale di Fiesole, direttore del Coro M° Sandro Benelli, Filarmonica Verdi
  - 14 luglio - F. Lehar - Eva - Compagnia San Marco
- Anno 1922
  - agosto - G. Rossini - Il Barbiere di Siviglia
  - agosto - G. Donizetti - Lucia di Lammermoor
  - 24 agosto - P. Mascagni - Cavalleria Rusticana
  - settembre - Concerto a beneficio delle locali associazioni Operaia di M.S. Filarmonica Verdi - Società Corale di S.Marco Vecchio di Firenze, Filarmonica Verdi - Musiche di Schubert, Escher e Beethoven

- Anno 1924
  - primavera - M. Bondi Neri - La pianella perduta fra la neve - Operetta toscana in 2 quadri (seguita da un Concerto di canzoni, soliste Isola Messerini e Lavinia Francalacci)

- Anno 1925
  - primavera - Paolo Malfatti - Le avventure di Pinocchio - operetta
  - estate - Recital del soprano Vera Amerighi Rutili - Concerto di arie d'opera, tra cui "Tu che le vanità" dal Don Carlos di Verdi, e alcuni arie da camera

- Anno 1926
  - maggio - Concerto della Filarmonica Pontederese "Ermete Novelli"
  - giugno - Concerto della Filarmonica "Volere è potere" di Pontedera - Musiche di Mascagni, Massenet, Verdi e Rossini

- Anno 1930
  - 28 aprile - Romolo Corona - La Fiaba di Cenerentola - operetta in 3 atti

- Anno 1932
  - carnevale - M. Bondi Neri - La pianella perduta fra la neve - Operetta toscana in 2 quadri

- Anno 1935
  - agosto - G. Puccini - La Bohème - Compagnia Giovani Lirica di Roma - Scene di Sormani, Costumi Sartoria Cerretelli, Attrezzeria Ditta Tani e figli
  - agosto - G. Rossini - Il Barbiere di Siviglia - Scene di Sormani, Costumi Sartoria Cerretelli, Attrezzeria Ditta Tani e figli
  - agosto - G. Rossini - La Cambiale di Matrimonio - Compagnia Giovani Lirica di Roma - Scene di Sormani, Costumi Sartoria Cerretelli, Attrezzeria Ditta Tani e figli
  - agosto - P. Mascagni - Cavalleria Rusticana - Compagnia Giovani Lirica di Roma - Scene di Sormani, Costumi Sartoria Cerretelli, Attrezzeria Ditta Tani e figli
  - 8 settembre - Concerto Corale e Orchestrale - Direttori: Carlo Lupetti e Emilio Masi (a cura del Dopolavoro provinciale)

- Anno 1948
  - dal 9 al 12 ottobre - G. Verdi - Rigoletto
  - dal 9 al 12 ottobre - G. Puccini - Tosca
  - dal 9 al 12 ottobre - G. Verdi - La Traviata
  - dal 9 al 12 ottobre - G. Puccini - Madama Butterfly

- Anno 1949
  - primavera - Aida (?)
  - primavera - (altro titolo ignoto)

- Anno ? (anni '60)
  - 26 settembre - F. Lehar - La Vedova Allegra - Compagnia dei Grandi Spettacoli Elvio Calderoni e Carlo Campanini con Aurora Banfi
  - 27 settembre - V. Renzato e C.Lombardo - Il Paese dei Campanelli - Compagnia dei Grandi Spettacoli Elvio Calderoni e Carlo Campanini con Aurora Banfi

- Anno 1974
  - 8 settembre - Concerto lirico - Mila Zanlari (soprano), Piero Manghesi (tenore), Giancarlo Ceccarini (baritono), Graziano Del Vivo (basso) - Società Corale Pisana, direttore M° Gherardo Gherardini - Arie di Lehar, Rossini, Donizetti e Verdi.

- Anno 2012
  - 6 giugno - Concerto "Le donne di Giacomo Puccini" (in occasione della riapertura del Teatro) - Con la partecipazione dei soprani: D. D'Annunzio Lombardi, P.Cigna, M. Briganti, S. Cervasio, del tenore D. Righeschi, baritono C. Morini e A. Buscemi nel ruolo di Puccini. Ensemble del Festival Puccini di Torre del Lago, direttore M° Alberto Veronesi
  - 10 giugno - Rossini - Il Barbiere di Siviglia - G. Ceccarini (Figaro), P. Pecchioli (Don Bartolo), P. Cigna (Rosina), G. Franconi (Conte d'Almaviva), A. Ceccarini (Don Basilio), V. Filippi (Berta) - Orchestra Verdi - Dir. M° M. Fabbri - Regia E. Paoli

- Anno 2013
  - 27 ottobre - G. Puccini - Gianni Schicchi - G. Ceccarini, M. Voleri, M. Minarelli, P. Cigna, G. Franconi, A. Ceccarini, F. Bertelli - Orchestra da Camera Fiorentina - Dir. M° G. Lanzetta - Regia E. Paoli
  - 24 novembre - G. Donizetti - L'Elisir d'amore - L.Canonici, P. Cigna, G. Ceccarini, P. Pecchioli, V. Filippi - Schola Cantorum Labroinca - Orchestra di Lucca - Dir. M° M. Fabbri - Regia E. Paoli
  - 22 dicembre - W. A. Mozart - Don Giovanni - P. Pecchioli, A. Marianelli, P. Cigna, M. Galli, G. Franconi, A. Ceccarini, M. Pierleoni - Schola Cantorum Labronica - Orchestra OMEGA - Dir. M° M. Stefanelli - Regia E. Paoli

- Anno 2015
  - 25 gennaio - G. Puccini - Madama Butterfly - C. Ferri, A. Forte, I. Molinari, M. Pierleoni, G. Franconi, A. Ceccarini, D. Salvagno - Schola Cantorum Labronica - Orchestra del Carmine di Firenze - Dir. M° S. Marziali
  - 24 maggio - G. Verdi - La Traviata - P. Cigna, A. Fiore, M. Caruso, M. Di Vita, G. Franconi, M. Pierleoni, M.G. Pellegrini - Dir. M° M. Beltrami - Regia R. Bonajuto
  - 8 novembre - D. Cimarosa - Il Matrimonio Segreto - Patrizia Cigna, Paola Cigna, P. Pecchioli, M. Minarelli, M. Pierleoni, G. Franconi - Orchestra da Camera di Asolo - Dir. R. Zarpellon - Regia E. Paoli

- Anno 2016
  - 1 gennaio - Concerto di Capodanno - E. Lombardo (soprano), M. Minarelli (mezzosoprano), N. Vocaturo (tenore), A. Ceccarini (basso) - Orchestra OMEGA di Firenze - Direttore M° Alan Freiles - Musiche di J.Strauss, J. Offenbach, G. Rossini, G. Donizetti e G. Verdi
  - 30 gennaio - Concerto sinfonico - Orchestra Regionale Toscana - Dir. M° Dietrich Parede - Edicson Ruiz (Violoncello solista) - Musiche di Busoni (Lustspiel op.38, ouverture), Rota (Divertimento Concertante) e Beethoven (Sinfonia n.3 detta 'Eroica')
  - 20 marzo - W.A. Mozart - Il Flauto Magico - R. Ceccotti, A. Ceccarini, A. Nagy, B. Luccini, S. Degl'Innocenti - Ensemble Cameristico Accedemia della Chitarra di Pontedera - Regia di G. Sirci - Corpo di ballo Pontedera Danza - Riduzione orchestrale di A.Gottardo
  - 21 maggio - G. Puccini - La Bohème - C. Martufi, D. Centra, S. Wallfisch, W. Tognoni, A. Ceccarini - Orchestra Puccini - Dir. M. Piccioli - Regia A. Paloscia e S. Licursi
  - 23 ottobre - G. Puccini - Tosca - V. Cannizzo, S. Simoncini, C. Caruso, G. Franconi, M. Pierleoni, M. Galli - Regia di E. Paoli - Coro Arx Maxima e I Cantori di Burlamacco - Orchestra Filarmonica Pucciniana - Dir. G. Reggioli